# 北海道道376号石狩月形停車場線

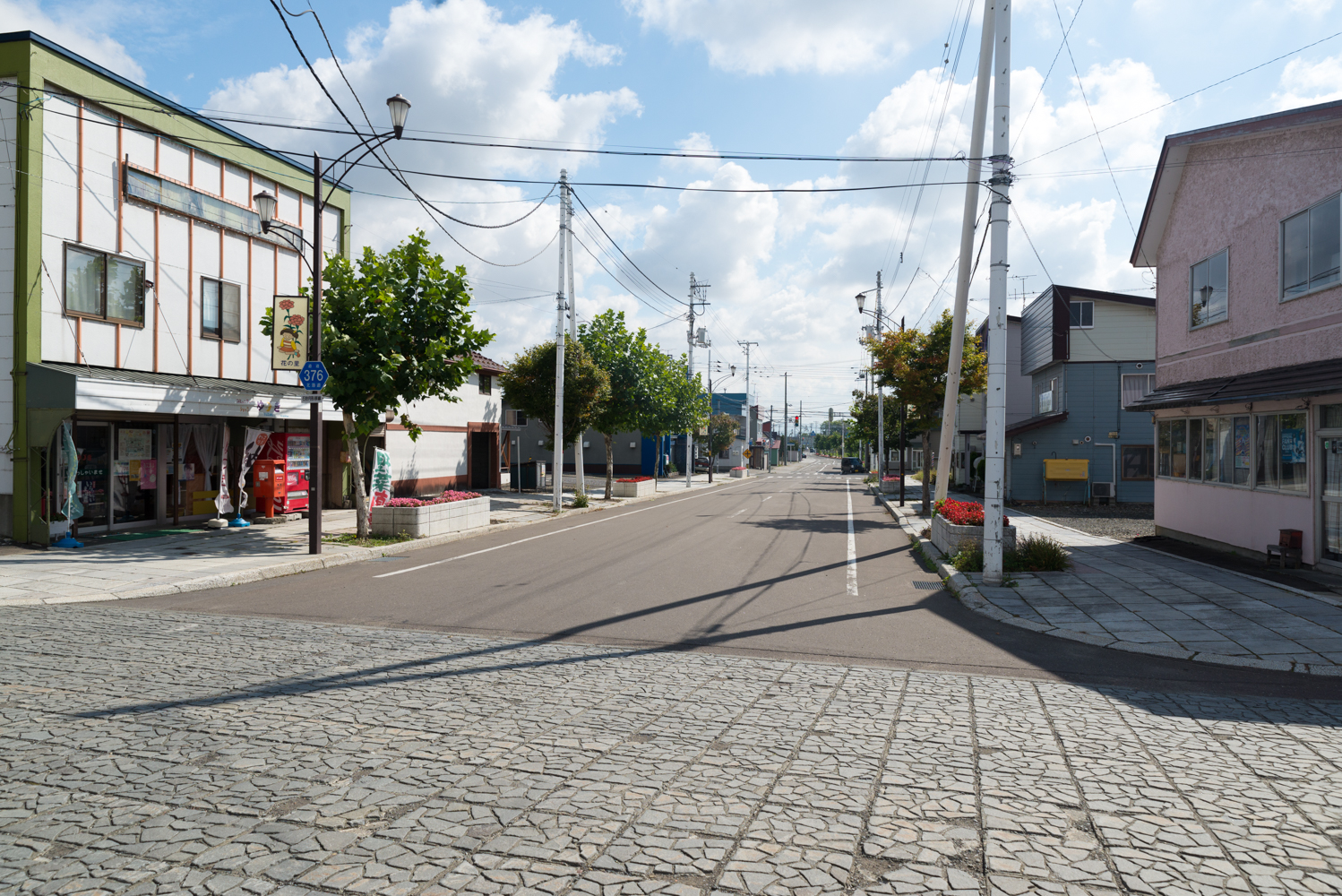
起点（石狩月形駅）付近（2014年9月撮影）

北海道道376号石狩月形停車場線（ほっかいどうどう376ごう いしかりつきがたていしゃじょうせん）は、北海道樺戸郡月形町内を結ぶ一般道道（北海道道）である。

## 概要
起点から国道275号まで直進せず、月形町役場の方向へ曲がり、月形町市街地を通る。

### 路線データ
- 起点：北海道樺戸郡月形町字月形（JR北海道 札沼線 石狩月形駅跡）
- 終点：北海道樺戸郡月形町字本町通（国道275号交点）
- 総延長：0.621 km
- 実延長：0.612 km
- 重用延長：0.009 km

### 道路管理者
- 空知総合振興局 札幌建設管理部 岩見沢出張所

## 歴史
- 1961年（昭和36年）3月31日 - 路線認定[1]。

## 地理

### 通過する自治体
- 空知総合振興局
  - 樺戸郡月形町

### 交差する道路
月形町
- 国道275号 - 字本町通（終点）

### 沿線にある施設など
月形町
- 月形町役場
- 月形樺戸博物館
- 月形町農協本所